# Культурні образи Алківіада
Видатний афінський державний діяч Алківіад зазнав критики античних коміків і з'являється в кількох сократівських діалогах. Він насолоджується важливим потойбічним життям у літературі та мистецтві, отримавши символічний статус як уособлення честолюбства та сексуальної розпусти. Він також фігурує в кількох значущих творах сучасної літератури.

## Антична комедія

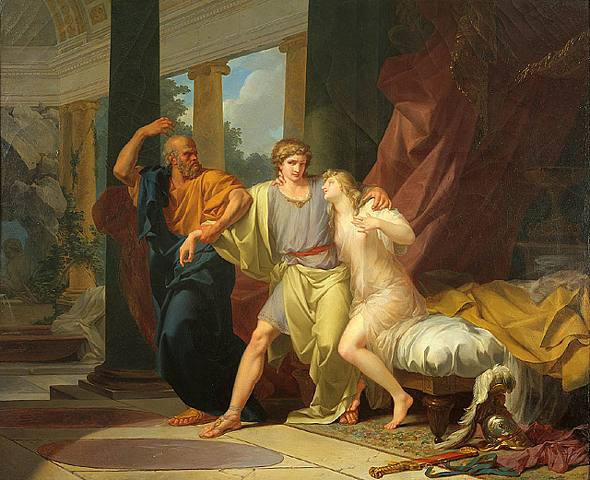
Жан-Батист Реньо (1754–1829): Сократ вириває Алківіада з обіймів чуттєвої насолоди, 1785

Алківіад викликав у своїх сучасників страх за знищення політичного порядку Афін. Таким чином, його не помилувала давньогрецька комедія, і історії свідчать про епічне протистояння між Алківіадом і Евполідом, схоже на протистояння Арістофана і Клеона.
Арістофан кілька разів згадує Алківіада у своїх сатиричних п'єсах, наприклад, висміюючи його манеру мови та шепелявість. За словами Арістофана, афінський народ «тужить за ним і ненавидить його, але хоче, щоб він повернувся». Есхіл у «Жабах» Арістофана ілюструє амбівалентну особистість Алківіада, кажучи:
Не слід у місті левеня виховувать,
  
Хто ж виховав - корися злому норову.
Есхіл бачить Алківіада як могутнє творіння, яке викликає захоплення, але також як «дику фігуру», неприйнятну та небезпечну, коли її випускають у місто.

## Сократівські діалоги

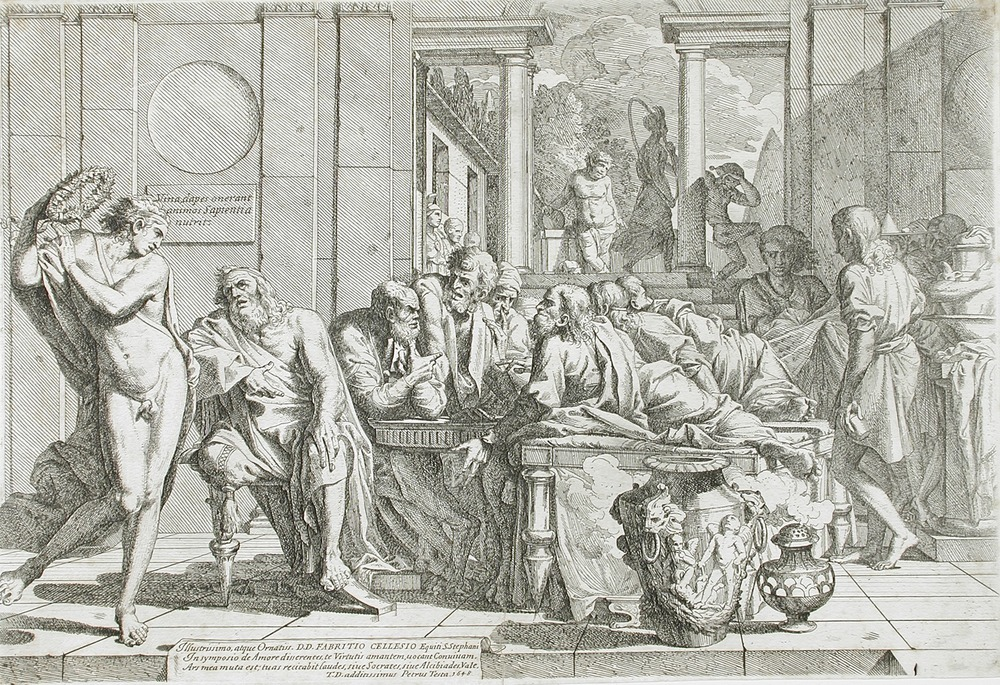
П'єтро Теста (1611-1650): П'яний Алківіад, який перериває симпозіум (1648)

- Бенкет Платона, де він, здається, захоплюється Сократом.
- Є два діалоги з античності під назвою «Алківіад», які приписують Платону, в яких Сократ розмовляє з Алківіадом: Перший Алківіад (або Алківіад I) і Другий Алківіад (або Алківіад II). Деякі вчені, однак, вважають їх фальшивими.

За Платоном, Алківіад — надзвичайна душа, втілення прагнення до мирської влади. Однак незвичайним для філософа є не вчинки, які є результатом, а сама душа, особливо та егоїстична пристрасть до того, що для нього найкраще, поза звичайними посадами та почестями. Для Платона Алківіад втілює кульмінацію політики, але ту кульмінацію, яка прагне грандіозної та майже богоподібної переваги, що виходить за рамки політики. Платон представляє Алківіада як юного учня та коханця Сократа, який у майбутньому зруйнує Афіни через зміну вірності під час війни [6]. Через високий рівень поваги до громади в Стародавній Греції, зрада Алківіада своїх товаришів-солдатів гарантує, що на нього дивляться зневажливо в усіх творах Платона. Його побічно висміюють, часто зображують п’яним, буйним і шукачем насолоди. За словами Габінека, його поява в «Бенкеті» Платона відповідає шаблону літератури про Алківіада: Алківіад завжди є саме тим, чого хочуть [7]. Гарний, красномовний, дотепний, і на нього легко дивитися зневажливо.
У своєму суді Сократ повинен спростувати спробу визнати його винним у злочинах своїх колишніх учнів, включаючи Алківіада, Критія та Харміда. Тому в «Апології» він заявляє: «Я ніколи не був нічиїм учителем», відповідаючи на цілком конкретні обставини та останні події (калічення гермаї, зрада Афін Алківіадом у середині Пелопоннеської війни, режим тридцяти тиранів).

## Інші засоби масової інформації
Алківіад — роль у творі Еріка Саті «Сократ» (1918) для голосу та малого оркестру (або фортепіано). (Текст складається з уривків перекладу творів Платона, зробленого Віктором Кузеном, причому всі вибрані тексти стосуються Сократа.)
Алківіад з'являється як видатний повторюваний персонаж у відеогрі Assassin's Creed Odyssey 2018 року, дія якої відбувається в часи Стародавньої Греції на початку Пелопоннеської війни. У грі Алківіад дає головному герою кілька квестів, а також є додатковим романтичним варіантом для сексуальних зустрічей. Вірний своїй історичній природі, багато його квестів мають приховані мотиви, які допомагають йому отримати фінансову та політичну владу, однак він зображений позитивно, виступаючи на боці головних героїв проти антагоністів гри.
Алківіад з'являється в першому сезоні веб-коміксу Скрізь і ніде в головній ролі.
Інтернет-комік Граф Данкула зняв відео про Алківіада.